# José Remis Vega
José Remis Vega (1880-1963), más conocido como el gaitero de Margolles, fue un conocido gaitero de la zona de Sevares, Piloña, Asturias y padre, del también gaitero, José Remis Ovalle.

## Biografía
Se considera a José Remis Vega como creador de una escuela de gaiteros de gran importancia para la historia de la gaita del siglo XIX, además de su hijo, tuvo más alumnos con renombre como Eduardo Martínez de Ribadesella y, a día de hoy, el estilo de la escuela Margolles-Remis es uno de los más valorados entre los gaiteros tradicionales.